# USA:s transportdepartement

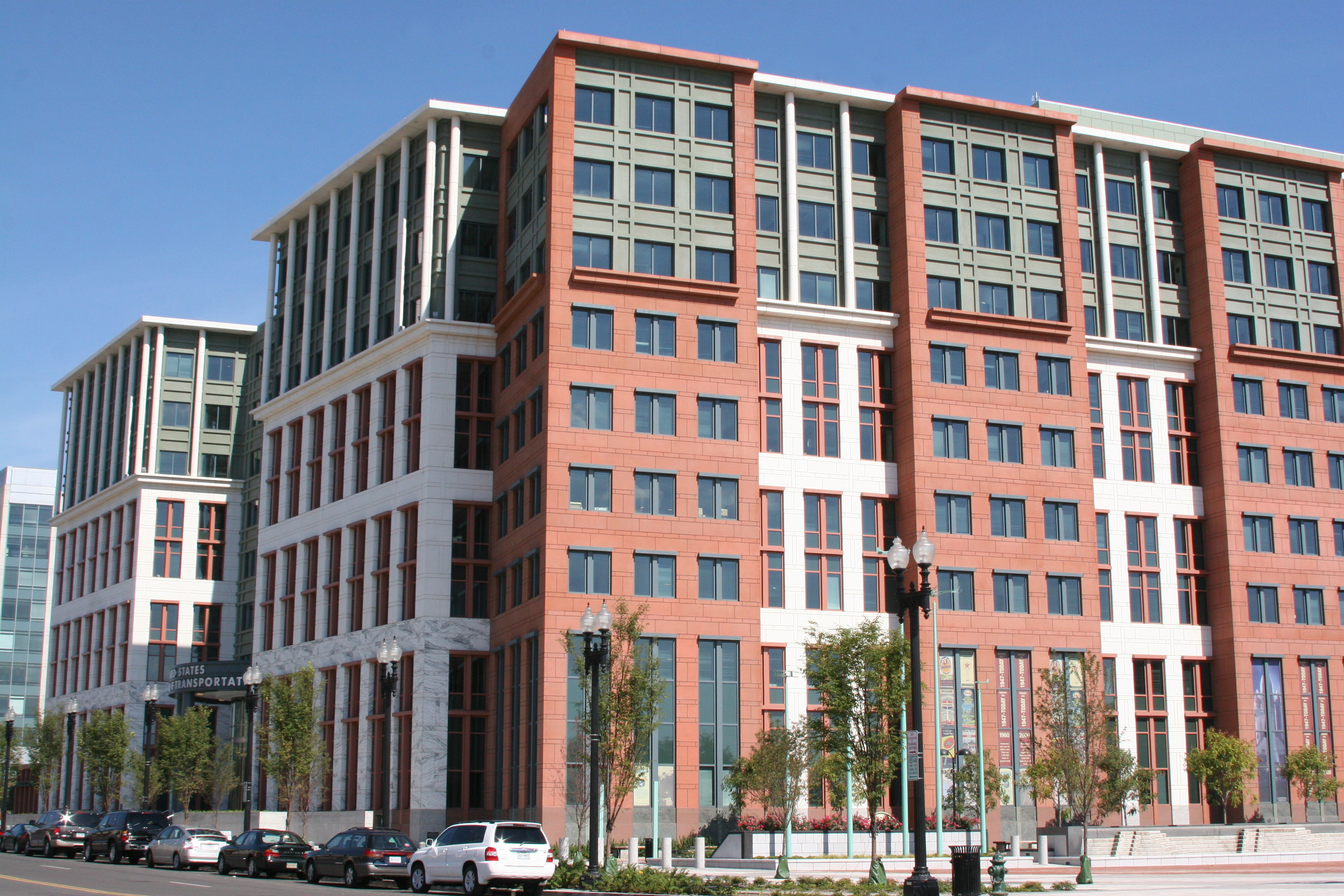
Transportdepartementets huvudkontor och säte, uppfört 2007, i sydöstra Washington, D.C.

USA:s transportdepartement (engelska: United States Department of Transportation), vanligen förkortat som DOT, är ett av USA:s femton regeringsdepartment. 

## Bakgrund
Departementet tillkom efter kongressbeslut som undertecknades av USA:s president Lyndon B Johnson den 15 oktober 1966. Transportdepartementets verksamhet startade i april 1967 och har det federala tillsynsansvaret för transporter på land, på räls, till havs och i luften. Dessutom ska man utveckla program och riktlinjer som ska ”uppmuntra till snabba, säkra, effektiva och bekväma transporter till lägsta kostnad förenligt därmed”.
Innan inrikessäkerhetsdepartementet bildades år 2003 hörde USA:s kustbevakning till transportdepartementet: innan 1967 var kustbevakningen en del av USA:s finansdepartement. Surface Transportation Board blev 2015 en fristående myndighet.

## Ledning
Chef för transportdepartementet är transportministern (Secretary of Transportation), som biträds av den biträdande transportministern (Deputy Secretary of Transportation) och båda utses av presidenten efter att senatens råd och samtycke erhållits.

## Underlydande myndigheter och enheter
| Sigill eller logotyp | Namn                                                      | Förkortning | Beskrivning | Grundad | Not    |
|                      | Federal Aviation Administration                           | FAA         | Luftfartsmyndigheten | 1958    | [ 5 ]  |
|                      | Federal Highway Administration                            | FHWA        | Federala trafikledsmyndigheten | 1967    | [ 6 ]  |
|                      | Federal Motor Carrier Safety Administration               | FMCSA       | Federala motorfordonssäkerhetsmyndigheten | 2000    | [ 7 ]  |
|                      | Federal Railroad Administration                           | FRA         | Federala järnvägsmyndigheten | 1966    | [ 8 ]  |
|                      | Federal Transit Administration                            | FTA         | Federala kollektivtrafikmyndigheten | 1968    | [ 9 ]  |
|                      | Great Lakes Saint Lawrence Seaway Development Corporation | GLSLSDC     | Bolag för utveckling och drift av Saint Lawrenceleden till Stora sjöarna Samverkar med kanadensiska motsvarigheten Saint Lawrence Seaway Management Corporation | 1954    | [ 10 ] |
|                      | Maritime Administration                                   | MARAD       | Federala sjöfartsmyndigheten | 1950    | [ 11 ] |
|                      | National Highway Traffic Safety Administration            | NHTSA       | Federala vägtrafikssäkerhetsmyndigheten | 1970    | [ 12 ] |
|                      | Pipeline and Hazardous Materials Safety Administration    | HAZMAT      | Tillsyn av farliga transporter | 2005    | [ 13 ] |